# 名古屋鐵道1700系電聯車
名古屋鐵道1700/2300系電聯車是日本私鐵名古屋铁道的電聯車，由2008年12月開始營運。
本型車一組六輛，是在2008年將兩輛舊的1600系特快電聯車車廂，跟四輛新造的2300系通勤電聯車車廂組合而成，从2008年12月27日時刻表修订後开始运行。

## 编成
| 车号             | 1个    | 2      | 3      | 4      | 5      | 6      |
| ---------------- | ------ | ------ | ------ | ------ | ------ | ------ |
| 型式             | Mc1    | T1     | T2     | M      | T2'    | Mc2    |
| 車号             | モ1700 | サ1650 | サ2400 | モ2450 | サ2350 | モ2300 |
| 重量（t）        | 41.9   | 32.5   | 27.5   | 36.2   | 28.1   | 37.8   |
| 載客量 总数/座位 | 48     | 45     | 126/44 | 126/44 | 126/44 | 113/38 |

## 内部

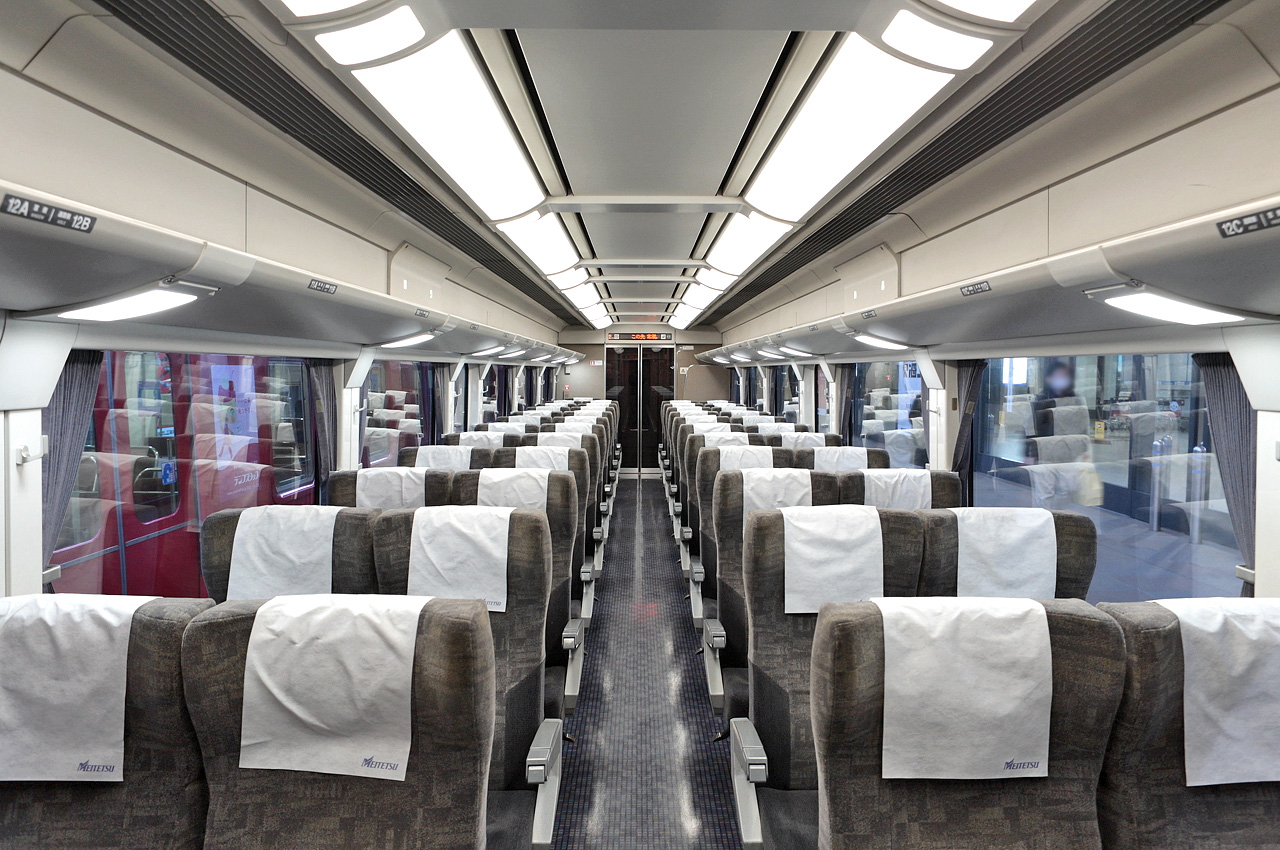
サ 1650車廂，特快車座椅配置

## 历史
車隊由2015年8月，由1701號开始換新塗裝。 

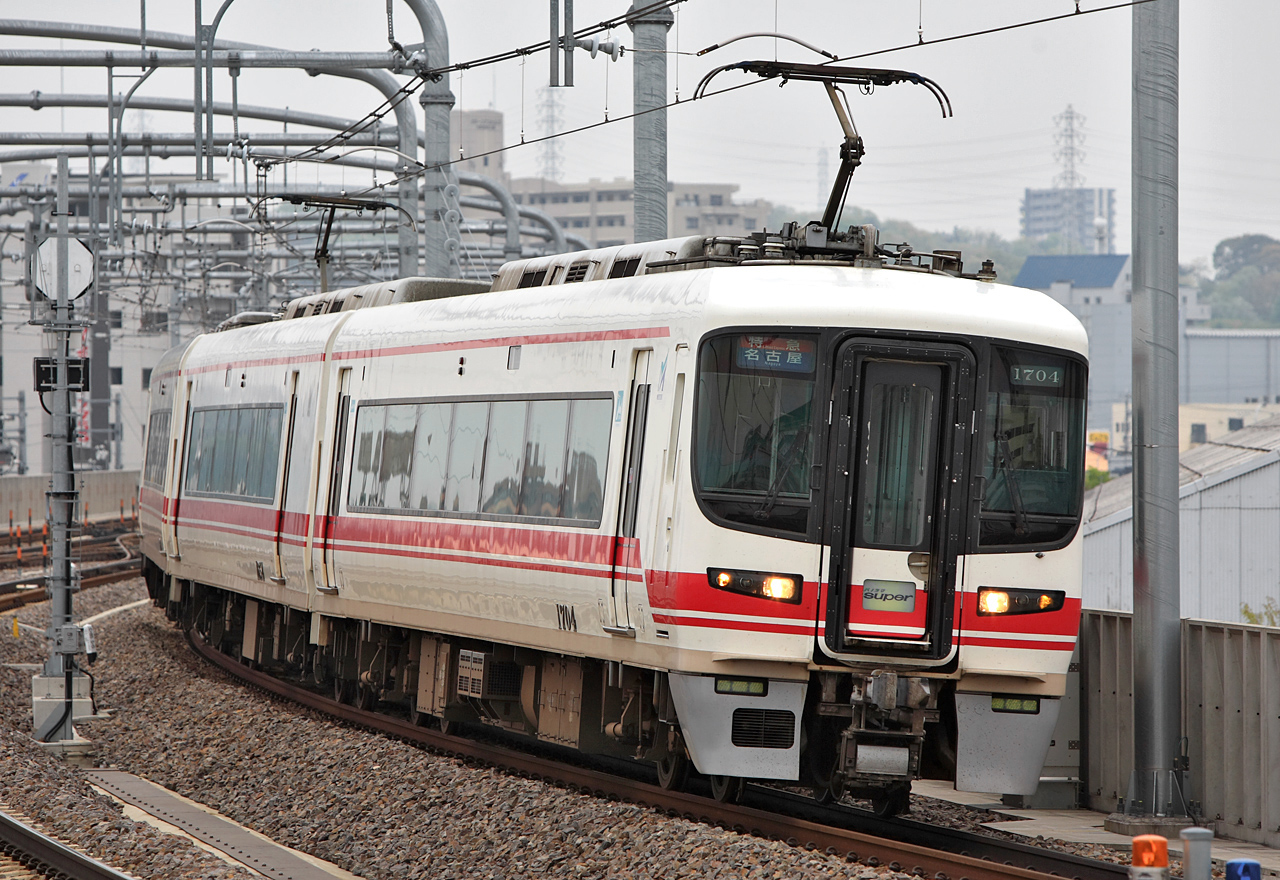
1700系的原始車輛1600系電聯車，2008年4月
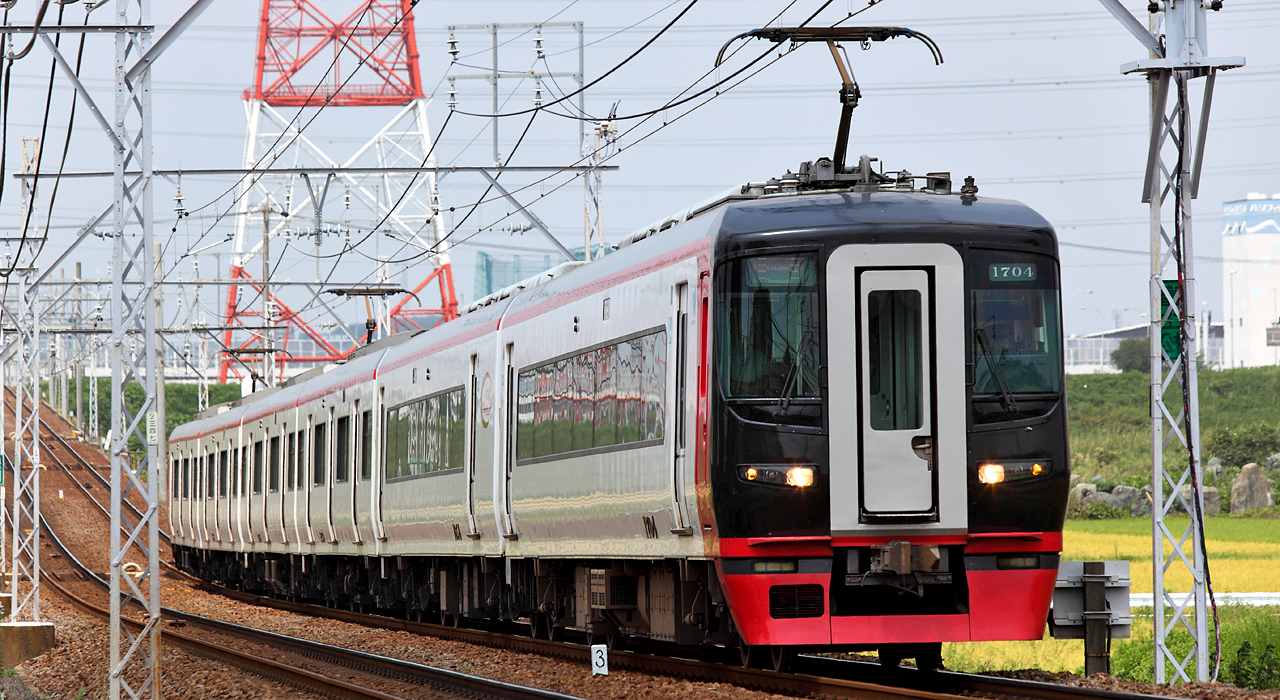
1700/2300系列的原始塗裝，2009年8月